# Jacques Legardeur de Saint-Pierre
Pour les articles homonymes, voir Le Gardeur (homonymie).
Jacques Legardeur, sieur de Saint-Pierre (21 octobre 1701 – 8 septembre 1755) est un officier militaire ayant pris part à différentes expéditions en Amérique du Nord pour le compte du roi de France.

## Biographie
Jacques Le Gardeur nait à Ville-Marie le 21 octobre 1701, de Jean-Paul Le Gardeur, sieur de Saint-Pierre et de Marie-Josette Leneuf de La Vallière. Il descend d'une importante famille d'explorateurs en Nouvelle-France, petit-fils de Jean-Baptiste Legardeur de Repentigny, il est l’arrière-petit-fils de Jean Nicollet, sieur de Belleborne.
Dès l'âge de quinze ans, il commença sa carrière chez les Amérindiens, puis, il entra au service dans les troupes de la marine. En 1732, il est enseigne et, en 1735, nommé commandant du fort Beauharnois chez les Sioux, sur le lac Pépin jusqu'en 1737. Devenu lieutenant, il commanda, la même année, une compagnie détachée, pour aller au secours de Monsieur de Bienville, qui allait soumettre les Chicachas en Louisiane ou le Mississippi. Il érigea un poste sur la rivière des Yazous, dans l'Alabama actuel. Il épousa à Québec, le 27 octobre 1738, Marie-Joseph Guillemin qui ne lui donna aucune postérité. En 1745, il conduisit un parti d'éclaireurs au fort Saint-Frédéric, et de là, il prit la route de l'Acadie.

### Commandant
En 1747, on lui confia le commandement du poste le plus considérable sur les Grands Lacs, le fort Michillimakinac. En 1749, on le désigna comme successeur de M. de Fleurimont, successeur ou héritier lui-même de la tâche de M. de La Vérendrye. Le chevalier François, fils de ce dernier, semblait le personnage le plus méritant et le mieux informé dans l'Ouest. On choisit M. de Saint-Pierre, bouillant officier qui avait dû évacuer le fort Beauharnois, à la suite du massacre du Lac-des-Bois. Cependant, il n'arrivait pas à amener les indigènes à cesser leurs dissensions mutuelles, car il n'était pas conciliant. Plutôt que d'atteindre son but, il s'aliéna les Amérindiens, qui étaient pourtant restés loyaux à M. de La Vérendrye.

### Capitaine
M. de Saint-Pierre était capitaine et avait pour lieutenant le chevalier Boucher de Niverville. Il lui donna ordre d'aller établir un poste à trois cents lieues plus haut que le fort Postoyac en 1750. Le 22 février 1752, il se trouvait au Fort La Reine avec cinq hommes seulement, les quatorze autres étant partis à la chasse. Lorsque environ 200 Assiniboines envahirent son établissement, un soldat vint bientôt l'avertir que la bande s'apprêtait à le tuer. Aussitôt le capitaine Saint-Pierre saisit un tison et, entrant dans la poudrière brusquement, il y défonça l'extrémité de deux barils. « Tuez-moi, s'écrie-t-il, je ne mourrai pas seul ! » et il feignit d'y appliquer le tison et les Peaux-Rouges de décamper à la hâte. En juillet, M. de Saint-Pierre partit pour le Grand-Portage de l'Est avec tous ses gens et sa cargaison de fourrures, confiant le fort à la garde d'un groupe d'Assiniboines amis : quatre jours après, le fort La Reine était réduit en cendres. Ayant hiverné à la Rivière-Rouge, il retourna à Montréal le 20 septembre 1753.

### Commandant en Ohio
On l'envoya sans délai au secours de M. de La Malgue de Marin, sur la rivière Ohio : il trouva l'officier mort à la Rivière-aux-Bœufs. En décembre, le major Washington vint le sommer au Fort Le Boeuf, pour lui apporter une lettre du gouverneur de la Virginie, Dinwiddie (1752-58), de se retirer de ces régions de l'Ohio. Le commandant canadien le reçut avec courtoisie, et au bout de trois jours, il lui remit la réponse au gouverneur le 15 décembre 1753. Sa lettre est un modèle de fermeté militaire et de noblesse chevaleresque. Il reçut les honneurs de Chevalier de Saint-Louis.

### Derniers combats
De retour au Canada, ayant cédé le commandement à M. de Contrecœur, il fut mis en 1755 à la tête des Amérindiens alliés qui étaient versés comme éclaireurs dans le corps commandé par le général Dieskau. Il est tué dans le premier engagement de la Bataille du lac George, à 10 heures du matin, le 8 septembre 1755.

## Postérité
Ce commandant très respecté des forces canadiennes et indiennes est tué lors de la bataille du Lac George. Sa mort a causé une grande consternation, en particulier pour les Indiens alliés aux Français.